# Paluchów
Paluchów dawniej też Pałuchów – część wsi Dęba w gminie Kurów, powiecie puławskim, województwie lubelskim. 
Wieś szlachecka położona była w drugiej połowie XVI wieku w powiecie lubelskim województwa lubelskiego.
W latach 1975–1998 miejscowość administracyjnie należała do ówczesnego województwa lubelskiego.
Wierni Kościoła rzymskokatolickiego należą do parafii Najświętszej Maryi Panny Matki Kościoła w Dębie.